# Pavel Trusov
Pavel Trusov (* 30. September 1994) ist ein ehemaliger russischer Kickboxer und heute Trainer. Er ist zweifacher Gewinner der Russischen Kickbox-Meisterschaft und zehnmaliger Kickbox-Champion der Region Brjansk in Russland. Trusov hält zwei Guinness-Weltrekorde für die meisten Verlängerungsschläge in einer Minute und in drei Minuten.

## Sportliche Laufbahn
Im Alter von acht Jahren begann Trusov seine Kickbox-Karriere. Während seiner Zeit als Athlet gelang es Trusov, den Titel des zweifachen Kickbox-Meisters Russlands und des zehnfachen Kickbox-Meisters der Region Brjansk zu gewinnen. Im Jahr 2018 beendete Pavel seine Karriere. Seit 2020 ist Trusov Vollzeit-Trainer in Bratislava.

## Weltrekord
Am 27. Juni 2020 wurde Trusov offizieller Guinness-Weltrekordhalter. Es gelang ihm, innerhalb von 60 Sekunden 322 Vollverlängerungsschläge zu landen. Russische Medien berichteten ausführlich über den Rekord, wie etwa Moskovskij Komsomolets, Komsomolskaya Pravda und Russia-24. Auch Medien weltweit berichteten über die Rekord, darunter Men’s Health, und MSN.
Am 18. November 2020 stellte Trusov einen neuen Weltrekord auf. Es gelang ihm, innerhalb von drei Minuten 919 Vollverlängerungsschläge zu landen.